# Elateropsis sericeiventris
Elateropsis sericeiventris là một loài bọ cánh cứng trong họ Cerambycidae.